# ヴォロネジ州

ヴォロネジ州
ロシア語: Воронежская область

ヴォロネジ州（ヴォロネジしゅう、Воро́нежская о́бласть、Voronezh Oblast）は、ロシア連邦を構成する州（オーブラスチ）。州都はヴォロネジで、ボリソグレブスク、ロッソーシ、リスキ、ノヴォヴォロネジなどの主要都市がある。南はウクライナのルハーンシク州と接している。

## 地理
ロシアの西部にある州で、ドン川は州の中央部を北から南に流れ、州はその中流域にある。地形は中東部に平野、西部に中央ロシア高地がある。州内の主な植生はチェルノーゼムに生える森林ステップおよびステップである。州内に農業は盛んで、コムギ、トウモロコシ、テンサイ、ヒマワリなどの栽培がとウシ、ブタ、ウマの飼育が行われる。
州内のヴォロネジ市の一部、ヴェルフネハフスキー地区、ラモンスキー地区、ノヴォウスマンスキー地区および隣接するリペツク州のウスマンスキー地区はヨーロッパビーバーの繁殖地である。一帯にヨーロッパアカマツ、ヨーロッパナラ、フユボダイジュの混合林があり、ウスマン川などの河川の氾濫原にはヨーロッパハンノキの森林と再植林のヤナギによる河畔林がある。森林にはロシアデスマン、ヨーロッパビーバー、ユーラシアカワウソ、ヘラジカなどの54種の哺乳類が生息している。
ビーバーを保護するために、1923年にこの地域はヴォロネジ州立自然保護区に指定され、その後は一帯の森林ステップ地帯にある点在する松林の保護も行われた。1984年にユネスコの生物圏保護区に指定された。

## 歴史
- 2022年 - ウクライナ侵攻に伴い州内で予備役の招集が行われ、ウクライナのルハーンシク州に配置された。同年11月、ロシアの独立系メディアは配備された部隊で500人が戦死したと伝えた[3]。
- 2023年6月9日 - ヴォロネジの集合住宅に小型ドローンが突入する事件が発生。州知事は非常事態を宣言した[4]。
- 2024年8月24日 - オストロゴシュスクが複数のドローンによる攻撃を受け、市内にあった弾薬庫が爆発した[5]。

## 主な都市
- ヴォロネジ - 州都
- ボリソグレブスク（英語版）
- ロッソーシ（英語版）
- リスキ
- オストロゴシュスク（Ostrogozhsk）
- ノヴォヴォロネジ

## 標準時
この地域は、モスクワ時間帯の標準時を使用している。時差はUTC+3時間で、夏時間はない。（2011年3月までは標準時がUTC+3で、夏時間がUTC+4時間、同年3月から2014年10月までは通年UTC+4であった）